# سیارک ۳۶۷۷
سیارک ۳۶۷۷ (به انگلیسی: 3677 Magnusson، نامگذاری:1984QJ1) سه هزار و ششصد و هفتاد و هفتمین سیارک کشف شده‌است که در ۳۱ اوت ۱۹۸۴ کشف شد.
قدر مطلق سیارک برابر ۱۴٫۰۰ است.